# Trump International Hotel and Tower (New York)
Trump International Hotel and Tower (Trump Tower New York) är en skyskrapa som är belägen på 1 Central Park West på Columbus Circle mellan Broadway och Central Park West på Manhattan i New York i New York i USA. Byggnaden stod färdig 1970.
Trump Tower New York hette tidigare Gulf and Western Building och användes som kontor. 1994 togs byggnaden över av Donald Trump och Trump Organization som renoverade och omvandlade kontorsbyggnaden till ett hotell.